# マ・ドンソク
マ・ドンソク（朝: 마동석、漢：馬 東錫、本名：イ・ドンソク、アメリカ名：ドン・リー、1971年3月1日 - ）は、主に大韓民国で活動している韓国系アメリカ人の俳優。身長178cm、体重100kg。
30代までは知名度が低かったが、2016年公開の『新感染 ファイナル・エクスプレス』が大ヒットした事により45歳でブレイクし、名前が知られるようになった。

## 略歴
1971年に韓国で生まれ、子供の頃に映画『ロッキー』（1976年）を観てボクシングを始め、俳優を目指すようになる。その後、父親の事業がうまくいかなくなったことからアメリカ合衆国在住の叔父を頼って1989年に18歳で家族とともに移住してアメリカ合衆国国籍を取得、コロンバス州立大学で体育学を学び、フィットネストレーナーやボディビルダーとして活動する。
総合格闘家のケビン・ランデルマンやマーク・コールマンのトレーナーを務めていたこともある。
1994年にアメリカ合衆国でミュージカル俳優としてデビューし、2002年に韓国映画『天軍』のオーディションに合格して韓国で本格的に俳優として活動するようになるが、映画の公開が遅れたために、後に撮影した映画『風の伝説』が先に2004年に公開され、『天軍』は2005年に公開された。
30代までは知名度が低かったが、2016年公開の『新感染 ファイナル・エクスプレス』が大ヒットした事により45歳でブレイクし、名前が知られるようになった。
2020年代は、映画『エターナルズ』でのハリウッド映画初出演や、日本のLDH JAPANとエージェント契約締結など、韓国国外での活動を本格化させる。

## 人物
韓国での愛称は「マブリー（マ・ドンソク＋ラブリー）」。
2016年11月から、ジムトレーナー出身で17歳下のタレント、イェ・ジョンファと交際している。2022年10月20日、2021年に既に婚姻届を出していたことが報道された。

## 出演作品

### 映画
| 年   | 題名                                                   | 役名                              | 備考                                  | 吹き替え              |
| ---- | ------------------------------------------------------ | --------------------------------- | ------------------------------------- | --------------------- |
| 2004 | 風の伝説 바람의 전설                                   | トッポッキの弟                    | イ・ドンソク名義                      |                       |
| 2005 | 天軍 천군                                              | ファン・サンウク北側警備隊伍長    | イ・ドンソク名義                      |                       |
| 2006 | サンデーソウル 썬데이 서울                             | 刑事1                             | イ・ドンソク名義                      |                       |
| 2007 | 私の生涯で最悪の男 내 생애 최악의 남자                 | ホソプ                            |                                       |                       |
| 2008 | ビースティ・ボーイズ 비스티 보이즈                     | チャンウ（ホスト）                | （吹き替え版なし）                    |                       |
| 2008 | グッド・バッド・ウィアード 좋은 놈, 나쁜 놈, 이상한 놈 | コム（熊） ※チャンイ派のナンバー3 |                                       |                       |
| 2009 | 仁寺洞スキャンダル -神の手を持つ男- 인사동 스캔들      | サンボク                          |                                       |                       |
| 2009 | 国家代表!? 국가대표                                    | パク刑事                          | 完結版・日本版のみ出演                | （吹き替え版なし）    |
| 2010 | ミッドナイトFM 심야의 FM                               | ソン・ドクテ（番組ゲスト）        |                                       | （吹き替え版なし）    |
| 2010 | 生き残るための3つの取引 부당거래                       | マ・テホ警部補 チェ・チョルギ班   |                                       | （吹き替え版なし）    |
| 2010 | 記憶の中の僕たちへ 우리 만난 적 있나요                 | パク・スンファン                  | 日本劇場未公開                        | （吹き替え版なし）    |
| 2011 | クイック!! 퀵                                          | キム・ジュチョル                  |                                       | （吹き替え版なし）    |
| 2011 | 痛み 통증                                              | ソン・ボムノ                      | 相沢まさき                            |                       |
| 2011 | パーフェクトゲーム 퍼펙트 게임                         | パク・マンス捕手                  |                                       |                       |
| 2012 | ラブ・リミット 네버엔딩 스토리                         | 首の後ろ男                        | 友情出演                              | （吹き替え版なし）    |
| 2012 | ダンシング・クィーン 댄싱퀸                            | ゲイカップル1 チェ・ソノ          | 友情出演                              |                       |
| 2012 | 悪いやつら 범죄와의 전쟁 : 나쁜놈틀 전성시대           | キム（主人公の妹の夫）            |                                       | （吹き替え版なし）    |
| 2012 | 人類滅亡計画書 -素晴らしい新世界- 인류멸망보고서       | 不良少年1                         | 友情出演                              | （吹き替え版なし）    |
| 2012 | 隣人 -The Neighbors- 이웃사람                          | アン・ヒョンモ                    | 日本劇場未公開                        | （吹き替え版なし）    |
| 2012 | ある母の復讐 공정사회                                  | マ・ドンチョル刑事                | 日本劇場未公開                        | （吹き替え版なし）    |
| 2012 | ファイヤー・ブラスト 恋に落ちた消防士 반창꼬           | テジャン救助隊長                  |                                       | （吹き替え版なし）    |
| 2013 | 新しき世界 신세계                                      | チョ・ヒョンジュ課長              | 友情出演（編集でカット）              |                       |
| 2013 | フェニックス〜約束の歌〜 뜨거운 안녕                   | ヤン・ムソン                      |                                       | 不明                  |
| 2013 | ミスターGO! 미스터 고                                  | 野球解説委員                      | 特別出演                              |                       |
| 2013 | おもちゃ〜虐げられる女たち〜 노리개                    | イ・ジャンホ記者                  |                                       | （吹き替え版なし）    |
| 2013 | FLU 運命の36時間 감기                                  | チョン・グクファン                | 特別出演                              | 鈴木雄二              |
| 2013 | 俳優は俳優だ 배우는 배우다                             | カンタグ                          | 特別出演                              | （吹き替え版なし）    |
| 2013 | ローラーコースター! 롤러코스터                         | 羽田空港職員                      | 友情出演                              | （吹き替え版なし）    |
| 2013 | ザ・ファイブ -選ばれた復讐者- 더 파이브                | チャン・デホ                      | 日本劇場未公開                        | （吹き替え版なし）    |
| 2013 | 結婚前夜 〜マリッジブルー〜 결혼전야                   | ヤン・ゴノ                        | 群像劇、主人公の1人                   | 不明                  |
| 2014 | 殺人者 살인자                                          | イム・チュヒョプ                  | 主演 日本劇場未公開                   | （吹き替え版なし）    |
| 2014 | 殺されたミンジュ 일대일                                | 謎の集団のリーダー                |                                       | （吹き替え版なし）    |
| 2014 | 群盗 군도: 민란의 시대                                 | チョンボ                          |                                       | （吹き替え版なし）    |
| 2014 | 尚衣院 -サンイウォン- 상의원                           | パンス                            |                                       | （吹き替え版なし）    |
| 2015 | 悪のクロニクル 악의 연대기                             | オ刑事                            |                                       | （吹き替え版なし）    |
| 2015 | ベテラン 베테랑                                        | 図体が良い運動服商店社長          | 友情出演                              |                       |
| 2015 | 罠 함정                                                | パク・ソンチョル                  |                                       | （吹き替え版なし）    |
| 2016 | 奴隷の島、消えた人々 섬. 사라진 사람들                 | カン刑事                          | 声のみ友情出演                        | （吹き替え版なし）    |
| 2016 | 新感染 ファイナル・エクスプレス 부산행                 | ユン・サンファ                    |                                       | 小山力也              |
| 2016 | ザ・メイヤー 特別市民 특별시민                         | 神父                              | 友情出演                              | （吹き替え版なし）    |
| 2016 | グッバイ・シングル 굿바이 싱글                         | パク・ピョング（スタイリスト）    |                                       | （吹き替え版なし）    |
| 2016 | アンダードッグ 二人の男 두 남자                        | ソン・ヒョンソク                  |                                       | （吹き替え版なし）    |
| 2017 | 犯罪都市 범죄도시                                      | マ・ソクト刑事                    | 菊池康弘                              |                       |
| 2017 | ブラザー 부라더                                        | イ・ソクポン                      |                                       |                       |
| 2017 | 神と共に 第一章:罪と罰 신과함께: 죄와 벌               | ソンジュ（成主）神 ※家の守護神    | 小山力也                              |                       |
| 2018 | ファイティン! 챔피언                                   | マーク                            | 菊池康弘                              |                       |
| 2018 | 神と共に 第二章:因と縁 신과함께: 인과 연               | ソンジュ（成主）神 ※家の守護神    | 小山力也                              |                       |
| 2018 | ザ・ソウルメイト 원더풀 고스트                         | チェ・チャンス                    | （吹き替え版なし）                    |                       |
| 2018 | 守護教師 동네사람들                                    | 体育教師ヨク・ギチョル            | 小山力也                              |                       |
| 2018 | 無双の鉄拳 성난황소                                    | カン・ドンチョル                  | 小山力也                              |                       |
| 2019 | 悪人伝 악인전                                          | チャン・ドンス                    | 小山力也                              |                       |
| 2019 | 英雄都市 롱 리브 더 킹: 목포 영웅                      | ヒグマ                            | 特別出演                              | 前田雄                |
| 2019 | ザ・バッド・ガイズ 나쁜 녀석들: 더 무비                | パク・ウンチョル                  |                                       | （吹き替え版なし）    |
| 2019 | スタートアップ! 시동                                   | コソク                            |                                       | （吹き替え版なし）    |
| 2019 | 白頭山大噴火 백두산                                    | カン・ボンネ教授                  | 小山力也                              |                       |
| 2021 | エターナルズ Eternals                                  | ギルガメッシュ                    | ドン・リー名義                        | 稲田徹                |
| 2022 | 犯罪都市 THE ROUNDUP 범죄도시2                         | マ・ソクト刑事                    |                                       | 小山力也              |
| 2022 | 狎鴎亭スターダム 압꾸정                                | テグク                            | 稲田徹                                |                       |
| 2023 | 犯罪都市 NO WAY OUT 범죄도시3                          | マ・ソクト刑事                    | 小山力也                              |                       |
| 2024 | バッドランド・ハンターズ 황야                          | ナムサン                          | 小山力也                              | Netflixオリジナル映画 |
| 2024 | 犯罪都市 PUNISHMENT 범죄도시4                          | マ・ソクト刑事                    | 小山力也                              | 主演                  |
| TBA  | The Gangster, The Cop, The Devil                       | チャン・ドンス                    | 『悪人伝』の米国版リメイク 主演・製作 |                       |
| TBA  | 犯罪都市5（仮題） 범죄도시5                            | マ・ソクト刑事                    | 主演                                  |                       |

### テレビドラマ
| 年   | 題名                                         | 役名                     | 備考                           | 吹き替え           |
| ---- | -------------------------------------------- | ------------------------ | ------------------------------ | ------------------ |
| 2007 | H.I.T. -女性特別捜査官- 히트                 | ナム・ソンシク           |                                |                    |
| 2008 | プランダン 不汗党 불한당(不汗黨)             | ジョング                 |                                |                    |
| 2008 | 強敵たち 강적들                              | 警護室課長ピョ・チョルホ |                                |                    |
| 2008 | アリバイ株式会社 알리바이 주식회사           | パク・サンバク           |                                |                    |
| 2008 | いかさま師〜タチャ 타짜                      | ペンチ                   |                                |                    |
| 2009 | 太陽を飲み込め 태양을 삼켜라                 | イ・ガンレ               |                                |                    |
| 2010 | ドクター・チャンプ 닥터 챔프                 | オ・ジョンデ             |                                |                    |
| 2011 | 私も花! 나도, 꽃!                            | 刑事                     |                                |                    |
| 2012 | 近づいて花の美男子バンド 닥치고 꽃미남 밴드  | シルバー（キム・スボク） |                                |                    |
| 2014 | バッドガイズ 나쁜 녀석들                     | パク・ウンチョル         | 別題『バッドガイズ-悪い奴ら-』 | （吹き替え版なし） |
| 2015 | センス8 Sense8                               | ナイトクラブの用心棒     | 米国Netflix                    |                    |
| 2016 | 元カレは天才詐欺師 〜38師機動隊〜 38사기동대 | ペク・ソンイル           |                                | （吹き替え版なし） |
| 2016 | TONG〜メモリーズ〜 통 메모리즈               | ファン・テヨル           | 特別出演 ウェブドラマ          |                    |

## 日本語吹き替え
『新感染 ファイナル・エクスプレス』以降は多くの作品で小山力也が吹替を担当している。
このほかにも、稲田徹、相沢まさき、菊池康弘なども声を当てている。

## 受賞歴
- 第49回百想芸術大賞 - 男子助演賞（2013年、『隣人 -The Neighbors-』）
- 第8回今年の映画賞 - 助演男優賞（2017年、『新感染 ファイナル・エクスプレス』）
- ゴールデンエッグ・アワード - 男子俳優賞（2018年、『犯罪都市』）
- 第9回今年の映画賞 - 助演男優賞（2018年、『犯罪都市』）
- 第2回韓中国際映画祭 - 助演男優賞（2018年、『犯罪都市』）
- 第53回納税者の日 - ソウル地方国税庁長賞（2019年）
- 第9回 韓国映画制作家協会賞 - 男優主演賞（2022年、『犯罪都市 THE ROUNDUP』）